# Флот империи Цин
Флот империи Цин (кит. 清朝新式海軍) — военный флот поздней империи Цин, оснащённый по западному образцу. Принимал участие во франко-китайской и первой японо-китайской войнах.  Хотя впервые военно-морские силы в Китае возникли в 1132 году, флот современного образца появился только в 1875 году, и обозначение «Флот империи Цин» или «Императорский флот Китая» относится именно к нему.  Просуществовал до 1912 года, наследниками этого флота являются военно-морские силы Китайской Республики и военно-морские силы Китайской Народной Республики.

## История

### Предшествнники
В 1860-х годах была предпринята попытка с британской помощью создать современный военно-морской флот для борьбы с произведёными в Америке канонерскими лодками тайпинов. Так называемый «Флот вампиров», снаряжённый императорским правительством для борьбы с пиратством у берегов Китая, из-за невыполнения условия о том, что британский командующий Шерард Осборн должен получать приказы только от императорского правительства, был распущен, корабли ушли частью в Индию, частью в Великобританию, и были распроданы.

### Новый флот Цин
Вторжение Японии на Тайвань в 1874 году выявило уязвимость Китая на море. Было предложено создать три современных прибрежных флота: северный морской или Бэйянский флот для действий в Жёлтом море; южный морской, или Наньянский флот для защиты Восточно-Китайского моря; и Кантонский флот, или флот Юэян, для защиты Тайваньского пролива и Южно-Китайского моря.  Приоритет отдавался Бэйянскому флоту, которому было поручено защищать участок береговой линии, ближайший к столице государства Пекину.
В конце 1870-х годов в Великобритании и Германии была заказана серия военных кораблей, а в Порт-Артуре и Вэйхайвэе были построены военно-морские базы.  Первые корабли британской постройки были доставлены в 1881 году, а Бэйянский флот официально подчинен адмиралтейству в 1888 году.
К 1894 году Бэйянский флот  был на бумаге сильнейшим военно-морским флотом в Азии того времени, однако понёс существенные потери во время Японо-китайской войны 1894—1895 гг. в битве на реке Ялу. Хотя современные на тот момент броненосцы «Динъюань» и «Чин-Иен» и  оказались неуязвимы для японского огня, они не смогли потопить ни одного корабля, а китайский флот потерял в том бою пять крейсеров.
Наньянский флот был сформирован в 1875 году и вооружался в основном кораблями китайской постройки и небольшим количеством приобретений в Великобритании и Германии; без успеха участвовал во Франко-китайской войне.
После 1875 года отдельные флоты Фуцзянь и Гуандун стали частью Императорского флота. Фуцзяньский флот был практически полностью уничтожен во время франко-китайской войны, после этого поражения смог получить только два новых корабля, и к 1891 году из-за сокращения бюджета был едва ли жизнеспособным. Гуандунский флот был создан в конце 1860-х годов и базировался в районе Вампоа в Кантоне (ныне Гуанчжоу).
Кроме того, после первой японо-китайской войны Чжан Чжидун сформировал новую речную флотилию в Хубэе.
В 1909 году были объединены остатки Бэйянского, Наньянского, Гуандунского и Фуцзяньского флотов вместе с флотом Хубэй, и реорганизованы в Морской флот и Речной флот; были разработаны планы по обновлению флота с бюджетом в 7-8 миллионов таэлей в год, включая небольшую сумму кредита со стороны Соединенных Штатов Америки.

### ПослеСиньхайской революции
После революции 1911 года и создания в 1912 году Китайской Республики Императорский флот Китая был заменён Военно-морскими силами Китайской Республики. В начале 1949 года Коммунистической партией Китая был создан Военно-морской флот Народно-освободительной армии Китая, а после создания Китайской Народной Республики позднее в том же году стал основой Военно-морских сил Китайской Народной Республики.

## Подразделения
- Бэйянский флот — «Флот Северного моря», базировавшийся в Вэйхае;
- Наньянский флот — «Флот Южного моря», базировавшийся в Шанхае;
- Гуандунский флот — базировавшийся в Гуанчжоу;
- Фуцзяньский флот — базировавшийся в Фучжоу.

## Базы флота
- Бэйянский флот: остров Люгун, Вэйхайвэй (1888–1895 гг.);  оккупирован Японией в 1895–1898 гг., сдан в аренду Великобритании в 1898–1940 гг. (до 1930 г. в составе Вэйхайвэй);  повторно оккупирован Японией в 1940–1945 гг.;  используется Китаем с 1945 г;
  - Тяньцзинь, база Тяньцзиньской военно-морской академии;
  - Люшунькоу, Далянь (1888–1895);  оккупирован Японией в 1895–1898 гг., сдан в аренду России в 1898–1904 гг.;  оккупирован Японией в 1904–1945 гг.;  сдан в аренду Советскому Союзу в 1945–1955 гг.; используется Китаем с 1955 года;
- Наньянский флот: Шанхай, Нанкин;
- Фуцзяньский флот: арсенал Фучжоу, рядом с Фучжоу (1866—1884) — база флота, верфь и морская академия; древний центр судостроения.
- Гуандунский флот: Вампоа[англ.], Кантон.

## Корабли флота Цин

### Броненосцы
- Динъюань (1881)
- Чжэньюань (1882)

### Корабли береговой обороны
- Пинъюань (1890)